# Кюх, Фридрих
Фридрих Кюх (нем. Friedrich Küch; 3 марта 1863, Зальмюнстер — 18 сентября 1935, Марбург) — немецкий архивист и историк, почётный профессор Марбургского университета.

## Биография
Фридрих Кюх родился 3 марта 1863 года в Зальмюнстере; в 1869 году — из-за перевода своего отца, работавшего в налоговом ведомстве (Rentmeister) — Фридрих переехал с семьей в Ханау. С 1872 по 1881 год он посещал местную гимназию «Hohe Landesschule», где среди его учителей был и археолог Георг Вольф (Georg Wolff, 1845—1929). С 1881 года он стал студентом в Лейпциге, а в 1883 — перешел в Марбургский университет. В 1887 году в Марбурге Кюх написал и защити диссертацию — стал кандидатом наук. С 1893 года он работал в городских архивах Дюссельдорфа, а с 1898 — в Государственном архиве Марбурга. В 1914 году Кюх стал директором марбургского архива — оставался в должности до своего выхода на пенсию в 1929 году. Кроме того, в 1922 году он стал почетным профессором в университете Марбурга.
В 1897 году Фридрих Кюх был одним из основателей Исторической комиссии Гессена и Вальдека (Historische Kommission für Hessen und Waldeck), занимая пост её секретаря с 1900 по 1914 год; в период с 1914 по 1919 год он был казначеем, а с 1919 по 1929 — председателем данной комиссии. В 1921 году он был избран членом-корреспондентом Академии наук Геттингена. Будучи уже на пенсии, 11 ноября 1933 года Кюх оказался среди более 900 ученых и преподавателей немецких университетов и вузов, подписавших «Заявление профессоров о поддержке Адольфа Гитлера и национал-социалистического государства». Скончался 18 сентября 1935 года в Марбурге.

## Работы
- Politisches Archiv des Landgrafen Philipp des Großmütigen von Hessen. Inventar der Bestände
  - Bd. 1: Landgräfliche Personalien. Allgemeine Abteilung. Hirzel, Leipzig 1904.
  - Bd. 2: Staatenabteilungen: Kaiser, Aachen-Nürnberg. Hirzel, Leipzig 1910.
- Quellen zur Rechtsgeschichte der Stadt Marburg. 2 Bände. Elwert, Marburg 1918—1931.
- Die Bau- und Kunstdenkmäler im Regierungsbezirk Cassel. Bd 8. Kreis Marburg-Stadt. Teil 1, Atlas, Elwert, Marburg 1934.

## Семья
Старший брат: Рихард Кюх (Richard Küch, 1860—1915) — физик и химик.